# Myotis simus
Myotis simus es una especie de murciélago de la familia Vespertilionidae.

## Distribución geográfica
Se encuentra en Argentina, Bolivia, Brasil, Colombia, Ecuador, Perú y Paraguay.